# Parc du Belvédère
Pour les articles homonymes, voir Belvédère.
Le parc du Belvédère (arabe : منتزه البلفيدير) est le plus grand parc de la ville de Tunis (Tunisie). Aménagé à la fin du XIXe siècle, il se situe au nord de la ville.

## Historique
Sa création est entreprise dès 1892 sur une colline couverte d'une ancienne oliveraie de 110 hectares.

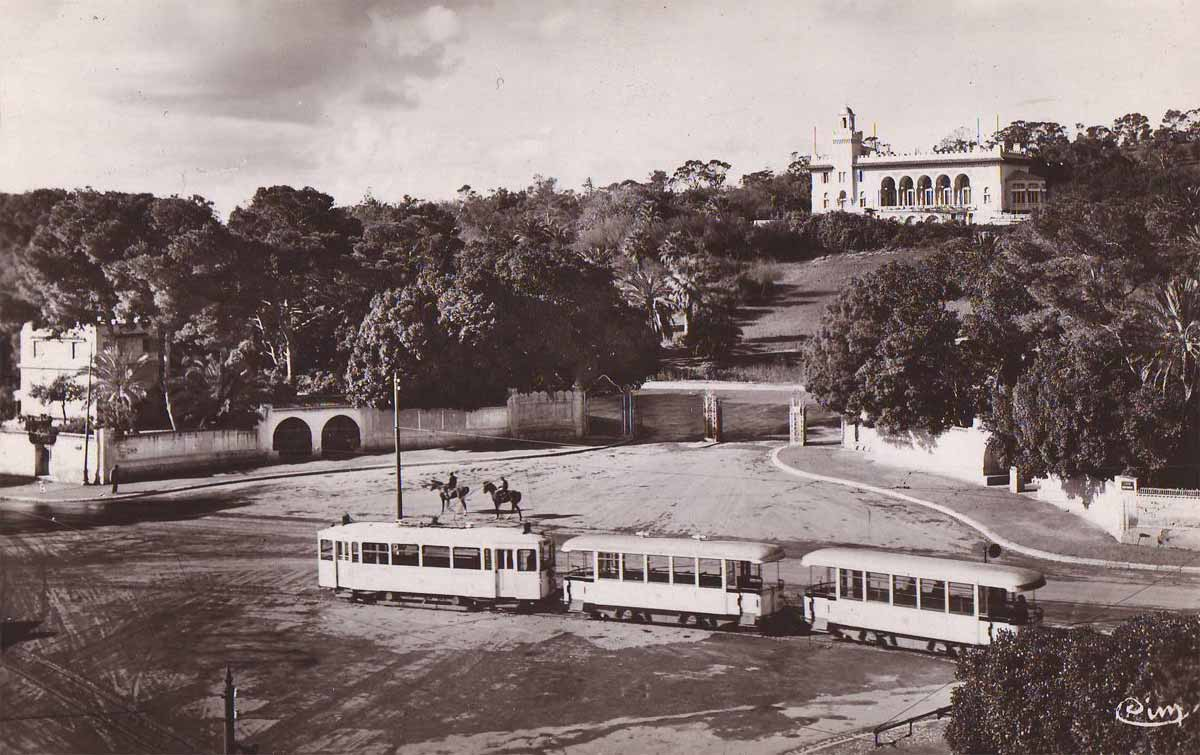
Tramway passant devant les grilles du parc.

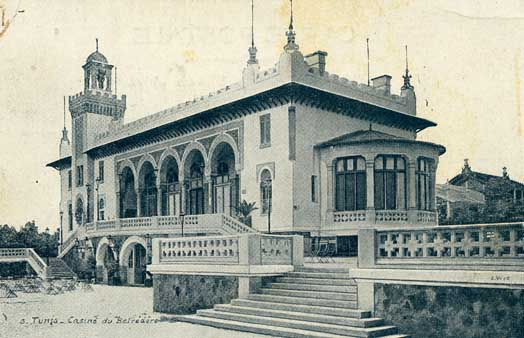
Casino du Belvédère vers 1900.

Conçu par l'architecte-paysagiste Joseph Laforcade,, alors jardinier en chef de la ville de Paris, ce parc à l'anglaise se couvre progressivement de massifs, de bosquets et de pelouses. Il est également parcouru de routes carrossables, d'allées cavalières et de sentiers piétonniers. Les plants sont fournis par le jardin d'essais de Tunis créé l'année précédente, les plantations étant achevées en 1897. Après quoi, il est fermé au public durant plus d'une décennie afin de permettre à la végétation de se développer dans des conditions optimales. Pour ajouter aux agréments, on y transfère une midha du souk El Attarine ainsi qu'un pavillon à coupoles d'un palais de La Manouba.
En septembre 1901, un casino de style néo-mauresque est ouvert à l'entrée du parc et inauguré officiellement en 1910. Entre 1963 et 1969 est aménagé un zoo dessiné par des architectes paysagistes de la ville de Cologne ; il comporte notamment un étang, des aires de jeux et une caféteria.
Le 15 janvier 2011, au lendemain de la fuite du président Zine el-Abidine Ben Ali lors de la révolution tunisienne, le conseil municipal de la capitale devait se réunir pour approuver le projet de cession du parc, réparti en trois lots, lesquels étaient destinés à accueillir des projets immobiliers au bénéfice de la famille de Leïla Ben Ali, femme du dictateur déchu.
Les projets prévoyaient de raser plusieurs bâtiments dont le siège de l'Association des amis du Belvédère, afin d'y construire cinquante chalets et un hôtel avec vue panoramique. Les évènements sauveront le parc de la spéculation immobilière,.
En 2017, le ministère des Affaires locales et de l'Environnement annonce la fermeture du parc pour travaux de maintenance, et ce après la mort d’un crocodile tué par des pierres lancées par des visiteurs.

## Descriptif

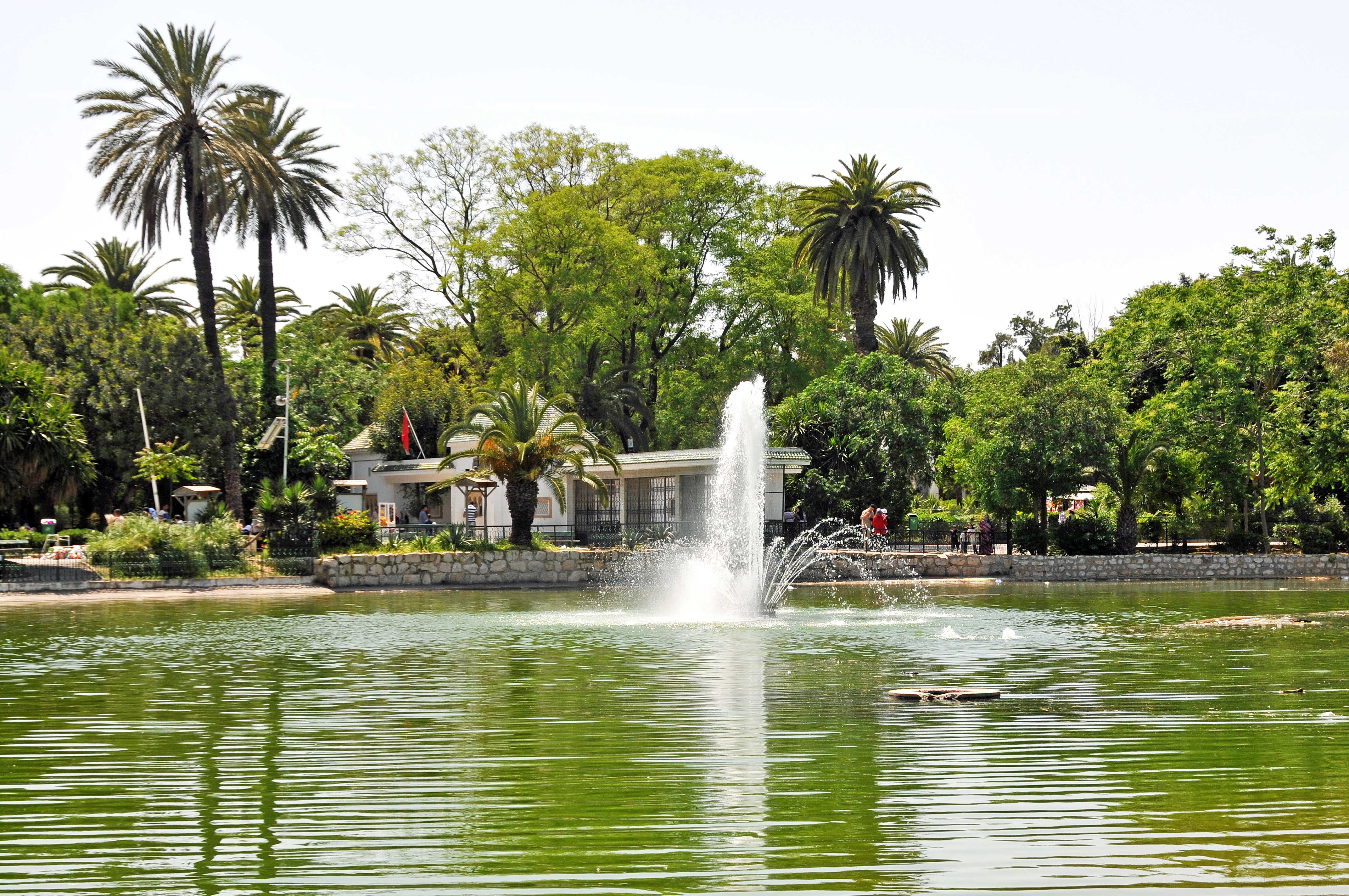
Bassin du parc.

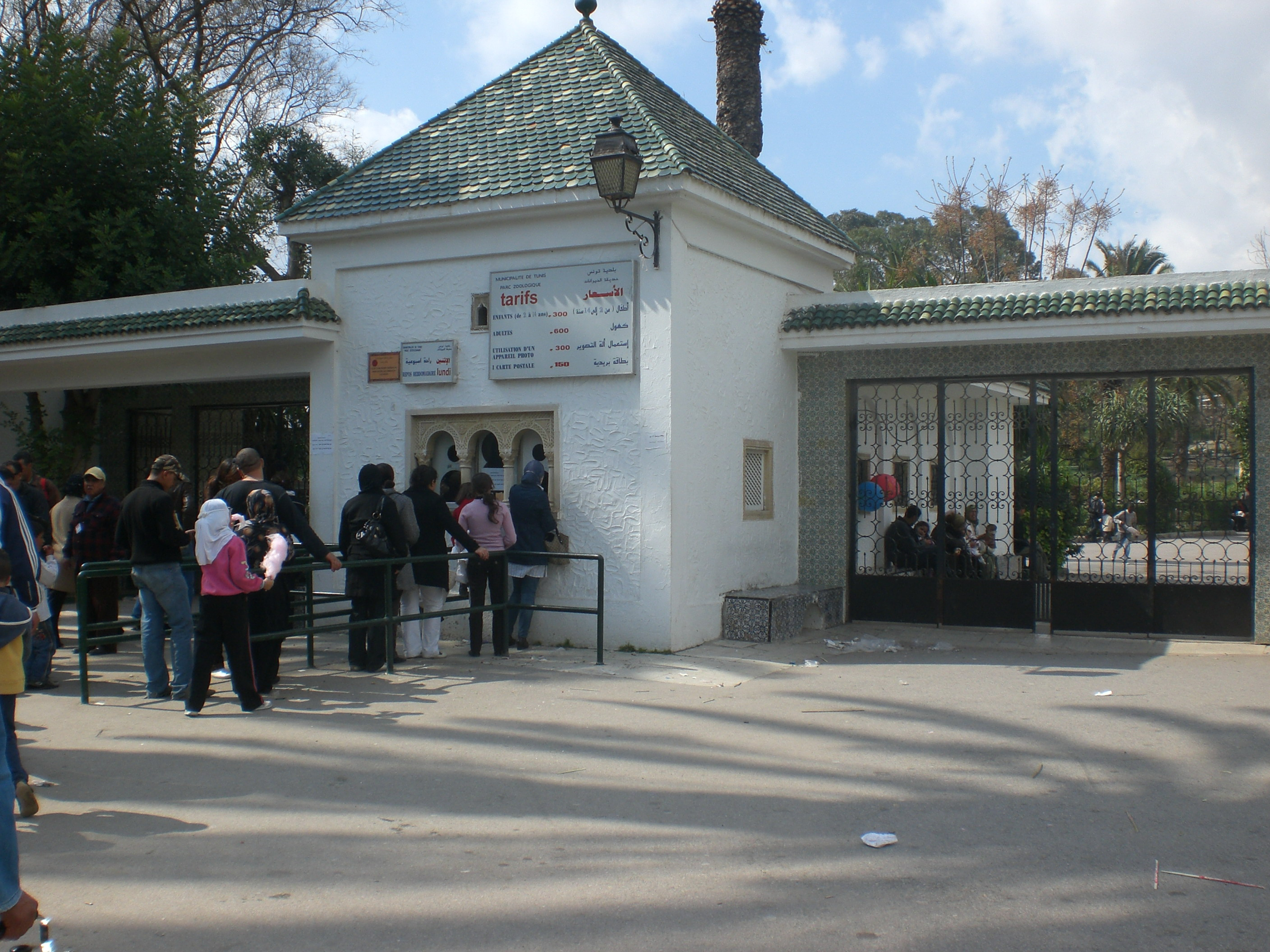
Entrée du zoo.

Véritable oasis de fraîcheur en pleine ville, le parc a des proportions trompeuses. Si l'entrée ombragée de la place Pasteur évoque un simple jardin public, il s'agit en réalité d'un très vaste espace, traversé de routes que l'on peut parcourir à pied ou en voiture. Aménagé à flanc de coteau, ce parc harmonieusement fleuri est planté de nombreuses essences (pins, palmiers, ficus, eucalyptus, oliviers, etc.).
Lorsque la chaleur étouffe la ville, cette concentration de verdure est alors un véritable ballon d'oxygène. Le parc est également agrémenté de diverses installations.
Le zoo de Tunis abrite, sur une superficie de treize hectares, 155 espèces d'animaux de la faune africaine : flamants roses, éléphants, lions, singes, chacals, ours à collier, etc. Environ un million de visiteurs le visitent chaque année, nombre qui s'accroît de manière constante. Le parc comprend aussi un café de style andalou avec une terrasse et un lac artificiel peuplé de canards. À proximité sont installées des attractions pour les enfants et les marchands de glaces et de sucreries.
Le musée d'art moderne de Tunis se situe à l'entrée du parc. L'ancien casino a été réaménagé en club pour les officiers militaires. Y ont chanté les plus grandes célébrités comme Édith Piaf ou Dalida.

## Koubba
Le haut du parc est coiffé d'un pavillon (koubba) de style arabo-andalou datant du XVIIe siècle. Appelé Kobbet El Haoua, il était jadis installé dans les dépendances d'un palais beylical de La Manouba appelé Palais de la Rose, qui abrite de nos jours le musée militaire national.
Le pavillon est composé d'une salle carrée avec abside recouverte d'une toiture d'où émergent quatre petites coupoles et une coupole centrale plus grande et côtelée. Les autorités du protectorat en firent l'acquisition, le firent démonter et remonter dans le parc où il vit une seconde jeunesse, déployant ses galeries, ses arcs de plâtre sculpté, ses colonnades, ses vitraux et ses panneaux de stuc ajouré. Il est un but de promenade et un havre de repos. De la terrasse, on jouit d'une vue superbe sur les frondaisons mais aussi sur le golfe de Tunis et le lointain Djebel Boukornine.

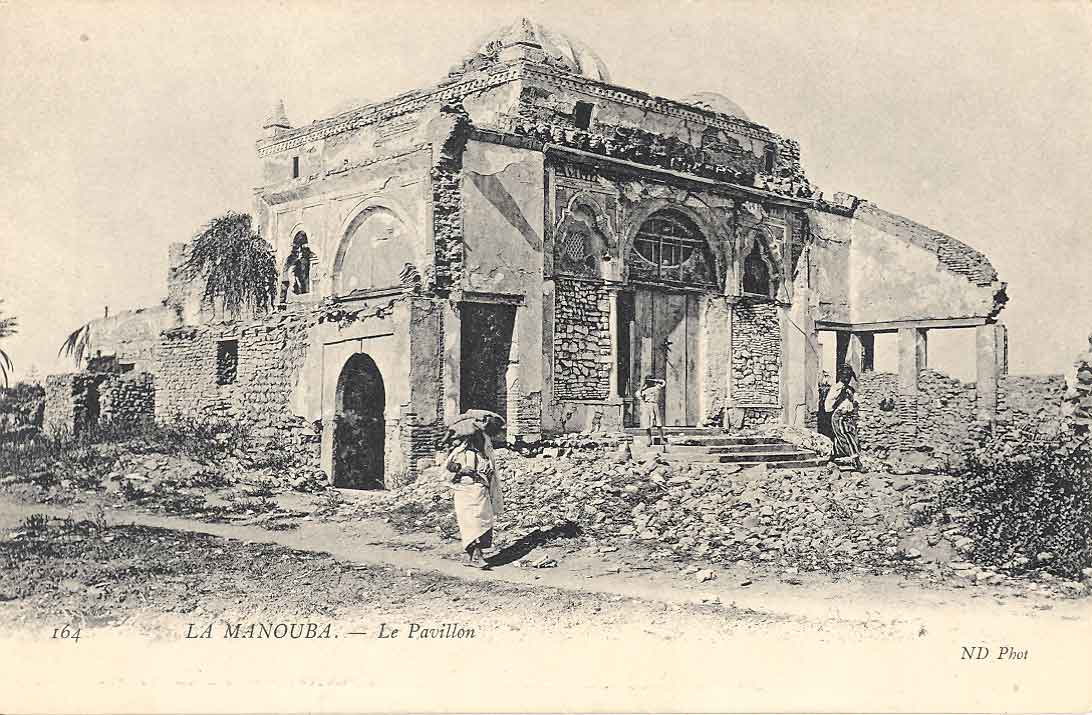
Koubba avant son transfert au Belvédère.
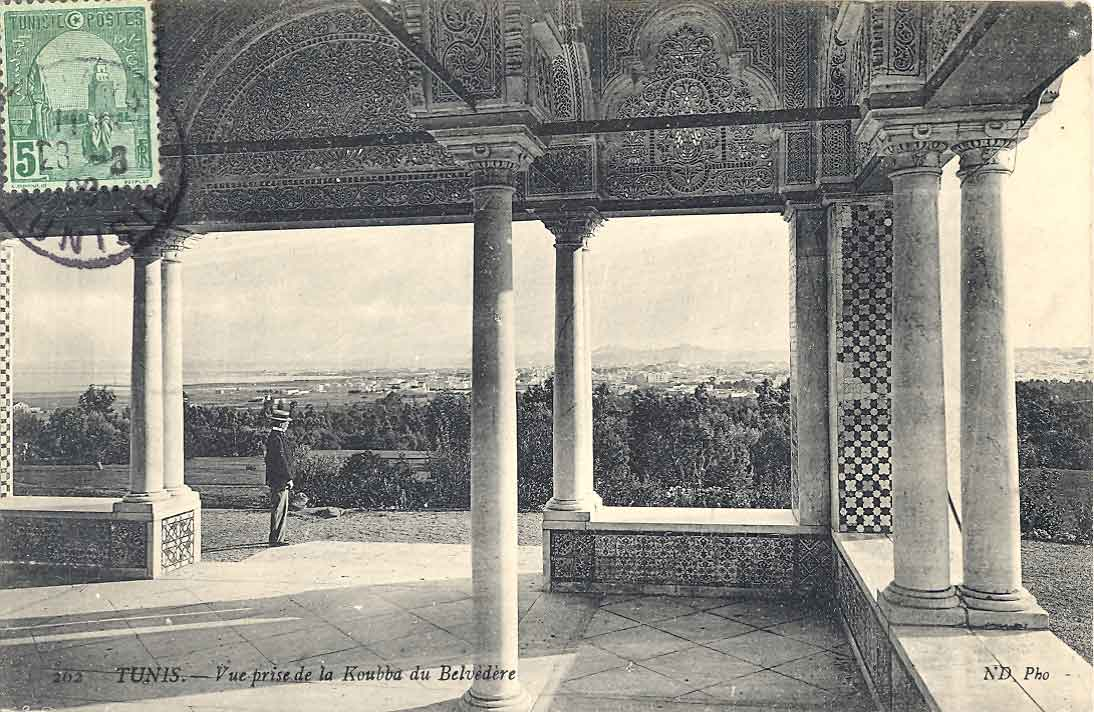
Panorama sur Tunis (1905).
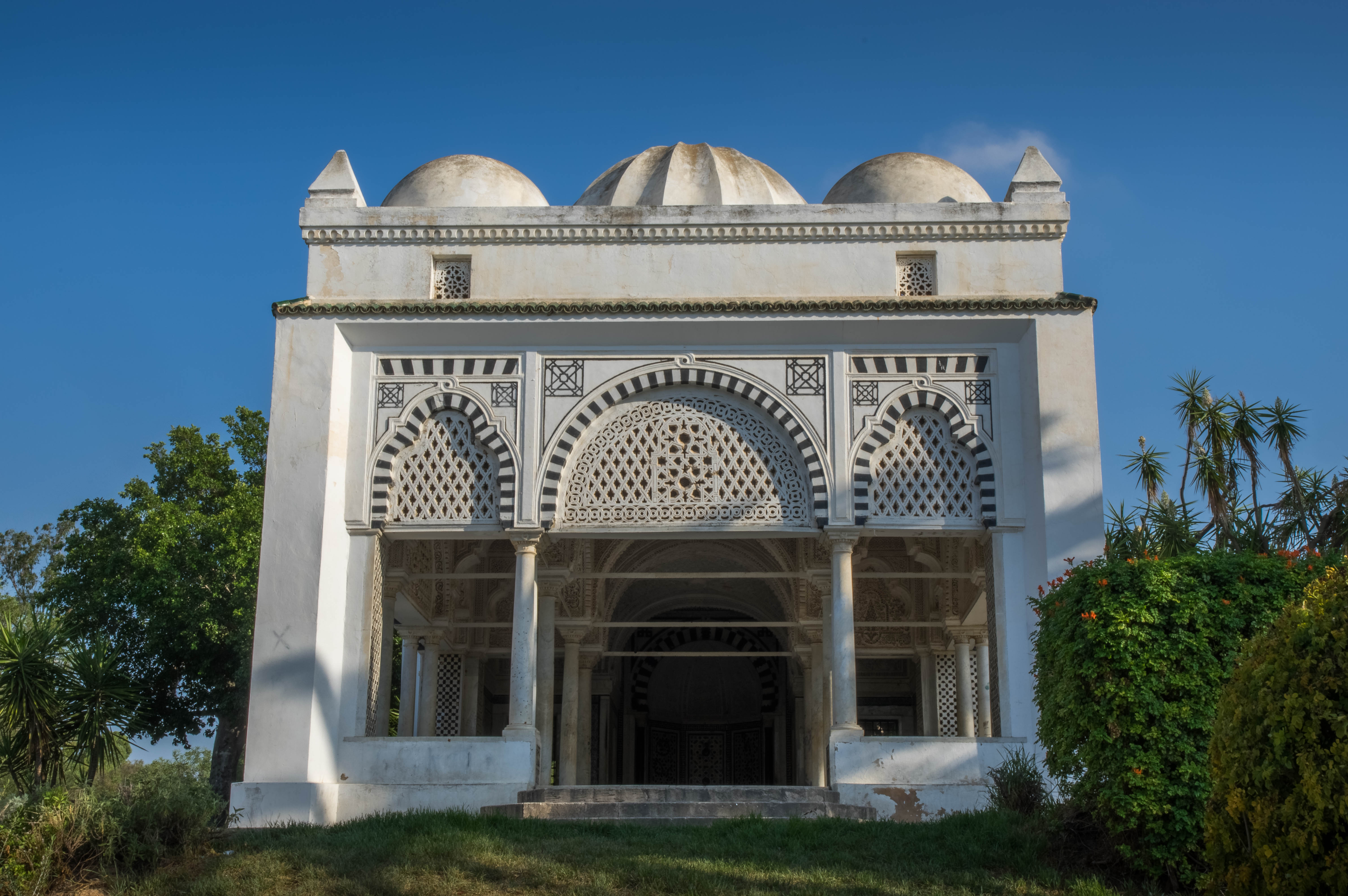
Une des façades de la Koubba.
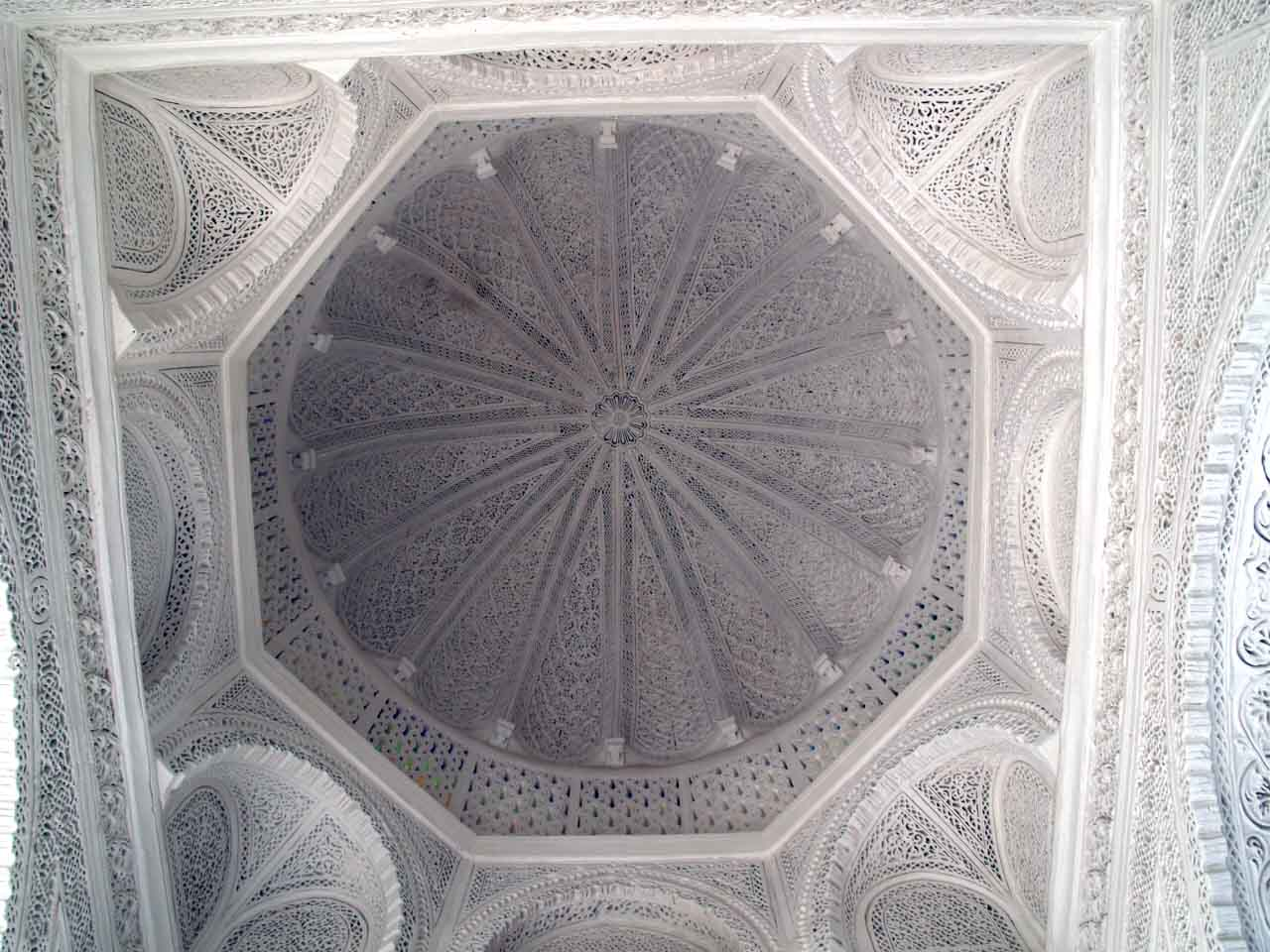
Vue intérieure de la coupole.